# Заечар
Заечар (серб. Зајечар / Zaječar) — город в восточной Сербии, центр Заечарского округа, и общины Заечар.

## География
Город расположен на востоке Сербии, недалеко от границы с Болгарией. Занимает центральное положение в Тимочкой Краине — равнинной местности между Карпатами и Балканскими горами. В городе реки Белый Тимок и Чёрный Тимок сливаются в Тимок. От Заечара отходят автомобильные дороги до Неготина и Кладово, Парачина, Княжеваца и Ниша, а также Видина (Болгария).

## История
Самыми древними из известных обителей этого региона были племена трибаллы, после них область в долине Тимок заселила группа мёзских племён, которых Плиний называет тимохами, но о них, кроме их имён, ничего не известно. Позже здесь поселились славянские племена тимочане, первые письменные упоминания о которых относятся к 818 году. Они образуют группу славянских племен и том же году восстают против болгар.
Заечар впервые упоминается в турецких источниках в 1466 году. В то время он был небольшим селением. Вблизи расположен римский императорский дворец Феликс Ромулиана (лат. Felix Romuliana), построенный примерно в III веке н. э. Позднее римский дворец соединился с мемориальным комплексом Gamzigrad-Romuliana по поручению императора Гая Галерия Валерия Максимиана, в конце III — начале IV веков.
Во время Сербско-турецкой войны, в начале августа 1876 года, османская армия сумела сломить упорное сопротивление сербов под командованием Милойко Лешанина и захватить Заечар, после чего турки сожгли город практически дотла.

## Религия
Заечар является центром Тимокской епархии Сербской православной церкви, которая охватывает Заечарский и Борский округа.

## Туризм
- Ежегодно, начиная с 1974 года, в августе в городе проходит музыкальный фестиваль Гитариада.

## Известные уроженцы
- Гайдук Велько — один из лидеров сербского освободительного движения XIX века, предводитель первого сербского восстания против гнёта Османской империи. Родился в селе Леновац близ Заечара.
- Никола Пашич — неоднократный глава правительства Сербии (с 1891 по 1918 годы) и премьер-министр Королевства сербов, хорватов и словенцев в 1918, 1921—1924 и 1924—1926 годах. Родился в селе Велики-Извор в 5 км к северо-востоку от Заечара.
- Мирко Цветкович — премьер-министр Сербии в 2008—2012 годах.
- Дамир Муминович — исландский футболист.